# Terratrèmol de Pompeia del 62
El Terratrèmol de l'any 62 a Pompeia va ocórrer el 5 de febrer del 62 dC. Va tenir una magnitud estimada d'entre 5 i 6 i una intensitat màxima de IX o X en l'escala de Mercalli. Les ciutats de Pompeia i Herculà van ser greument danyades. Aquest terratrèmol pot ser el precursor de l'erupció del Mont Vesuvi de l'any 79, el qual va destruir les dues mateixes ciutats. El filòsof contemporani Sèneca el Jove en va escriure un relat en el sisè llibre del seu Naturales quaestiones, titulat De Terrae Motu (Sobre els terratrèmols).
L'epicentre d'aquest terratrèmol es trobava dins d'una zona de falles, però pròxim al flanc sud del Vesuvi.